# 캐서린 쉘

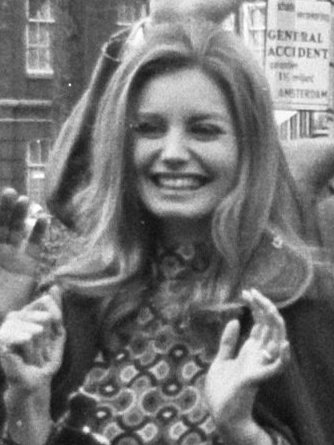

캐서린 쉘(Katherina Schell von Bauschlott, 1944년 7월 17일 ~ )은 영국의 배우, 영화배우이다.
부다페스트에서 태어났다.

## 영화
- 스크린 투 (1985년)
- 젠다성의 포로 (1979년)
- 우주대모험 1999 (1975년)
- 블랙 윈드밀 (1974년)
- 핑크 팬더 3 - 돌아온 핑크 팬더 (1974년)
- 핵잠수함 스타피쉬 (1972년)
- 007과 여왕 (1969년) - 낸시 역
- 비밀 지령 K (1968년)